# Ronald de Carvalho
Ronald Arthur Paula e Silva de Carvalho (Rio de Janeiro, 16 de maio de 1893 — Rio de Janeiro, 15 de fevereiro de 1935) foi um poeta e político brasileiro. Colaborou na edição n.º 1 da Orpheu.

## Biografia
Ronald de Carvalho era filho do engenheiro naval Artur Augusto de Carvalho e de Alice Paula e Silva Figueiredo de Carvalho, concluindo o curso secundário no Colégio naval.
Entrou na Faculdade Livre de Sciencias Juridicas e Sociaes do Rio de Janeiro, precursora da atual Faculdade Nacional de Direito da UFRJ, fazendo bacharelado em 1912. Desde 1910 trabalhava como jornalista, no Diário de Notícias, cujo diretor era Ruy Barbosa.

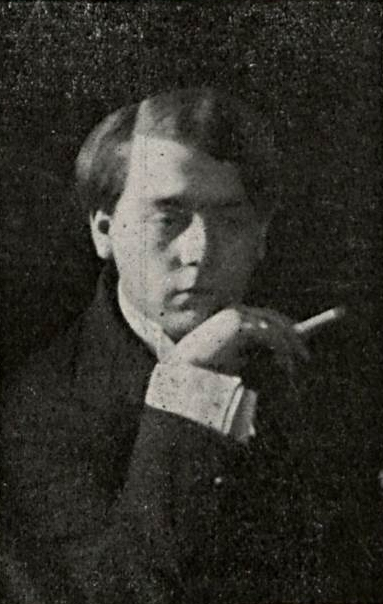
Ronald de Carvalho em 1919

Em sua ida para a Europa, cursou Filosofia e Sociologia em Paris. Ao voltar para o Brasil, entrou para o Itamaraty. Em 1922, participou da Semana de Arte Moderna, que ocorreu em 13, 15 e 17 de fevereiro de 1922 no Teatro Municipal de São Paulo, e que foi o momento determinante do Modernismo brasileiro.
A 7 de junho de 1923, foi agraciado com o grau de Oficial da Ordem Militar de Sant'Iago da Espada, de Portugal.
Em 1924 dirigiu a Seção dos Negócios Políticos e Diplomáticos na Europa. Durante a gestão de Félix Pacheco, esteve no México, como hóspede de honra daquele governo. Em 1926 foi oficial de gabinete do ministro Otávio Mangabeira. Em 1930, o seu poema Brasil foi entusiasticamente lido na conferência Poesia Moderníssima do Brasil, apresentada pelo professor Manoel de Souza Pinto, da Cadeira de Estudos Brasileiros da Faculdade de Letras de Coimbra (tal estudo saiu estampado depois no Jornal do Commercio, Rio de Janeiro, domingo, 11 de janeiro de 1931, página 3). Exerceu cargos diplomáticos de relevância, servindo na Embaixada de Paris, com o embaixador Sousa Dantas, por dois anos, e depois em Haia (Países Baixos). Retornou a Paris, de onde, em 1933, foi removido para o Rio de Janeiro.
Foi secretário de Getúlio Vargas na Presidência da República, cargo que ocupava quando morreu. Em concurso realizado pelo Diário de Notícias, em 1935, foi eleito Príncipe dos Prosadores Brasileiros, em substituição a Coelho Neto. Colaborou, com destaque, em O Jornal e também se encontra colaboração da sua autoria na II série  da revista Alma nova  (1915-1918) e Atlântida  (1915-1920). Casou com Leilah Accioly de Carvalho, com quem teve quatro filhos.
Ronald de Carvalho faleceu com 41 anos de idade, vítima de acidente automobilístico, no Rio de Janeiro, em 15 de fevereiro de 1935.

## Literatura
Na biblioteca de Fernando Pessoa da Casa Fernando Pessoa, em Lisboa, existe um exemplar do livro Luz Gloriosa -- Poema de Ronald de Carvalho, com o seguinte colofon: 
« Terminou-se a impressão deste livro em Novembro do anno de MCMXIII, nas officinas graphicas da Casa Crès et Cie, Paris. »
Este exemplar foi oferecido a Fernando Pessoa pelo autor e enviado através de Luís de Montalvor, no seu regresso a Lisboa após dois anos como secretário da Embaixada de Portugal no Rio de Janeiro. O livro tem uma dedicatória escrita pelo punho de Ronald de Carvalho:
« Para as mãos de Fernando Pessôa, fraternalmente Ronaldo de Carvalho. Rio MCMXIV »
Em 29 de fevereiro de 1915, Fernando Pessoa escreveu ao autor, agradecendo o livro que este lhe oferecera e fazendo uma apreciação de Luz Gloriosa: 
« O seu livro é dos mais belos que recentemente tenho lido. Digo-lhe isto para que, não me conhecendo, me não julgue posto a severidade sem atenção às belezas do seu Livro. Há em si o com que os grandes poetas se fazem. De vez em quando a mão do escultor faz falar as curvas irreais da sua Matéria. E então é o seu poema sobre o Cais e a sua impressão do Outono, e este e aquele verso, caído dos deuses como o que é azul no céu nos intervalos da tormenta. Exija de si o que sabe que não pode fazer. Não é outro o caminho da Beleza. »
Fernando Pessoa in Correspondência (1905-1922), Lisboa: Assírio & Alvim, 1999, p.150.
A crítica de Fernando Pessoa parece ter influenciado o escritor brasileiro, que iria aderir ao modernismo, destacando-se a sua intervenção na Semana de Arte Moderna. 
Cinco anos mais novo do que Fernando Pessoa, Ronald de Carvalho viria a morrer, por coincidência, no mesmo ano do escritor português.

## Orpheu – Revista Trimestral de Literatura

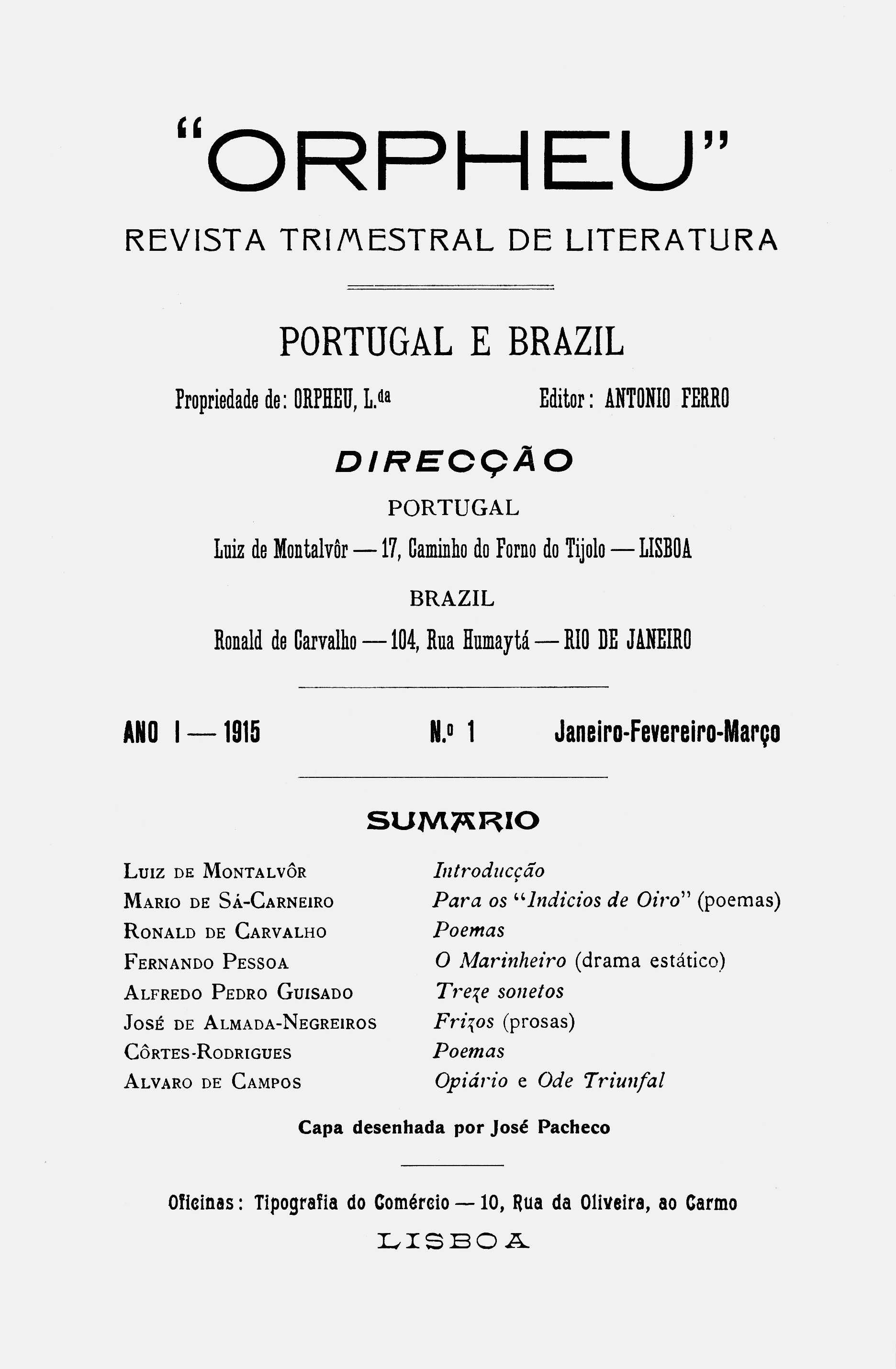
Folha de rosto do n.º 1 da revista literária Orpheu, onde se lê o nome e o endereço de Ronald de Carvalho, diretor para o Brasil.

Ronald de Carvalho foi, em conjunto com Luís de Montalvor, diretor do primeiro número da revista literária Orpheu, publicada em Lisboa em Março de 1915, causando enorme polémica. 
Esta revista, de que se publicaram apenas dois números, foi uma das mais importantes no panorama literário português, contribuindo decisivamente para a introdução do modernismo em Portugal e exercendo uma duradoura influência na literatura portuguesa do século XX. Para além desses dois escritores, Orpheu publicou grandes nomes das letras portuguesas, como Fernando Pessoa, Mário de Sá-Carneiro e José de Almada-Negreiros.
Na folha de rosto do primeiro número da «revista trimestral de literatura» Orpheu, correspondente ao primeiro trimestre de 1915, pode ler-se:
DIRECÇÂO
PORTUGAL
Luiz de Montalvor—17, Caminho do Forno do Tijolo—LISBOA
BRAZIL
Ronald de Carvalho—104, Rua Humaytá—RIO DE JANEIRO
Nas páginas 21 a 25 a mesma revista contém os poemas de Ronald de Carvalho «A Alma que Passa», «Lampada Nocturna», «Torre Ignota», «O Elogio dos Repuxos» e «Reflexos (Poema da Alma enferma)».

## Obras
- Luz Gloriosa (1913),[17]
- Pequena História da Literatura Brasileira (1919),[18]
- Poemas e Sonetos (1919),
- Epigramas Irônicos e Sentimentais (1922),[19]
- Toda a América (1926),[20]
- Caderno de Imagens da Europa, (1935),[21]
- Poesia e Prosa, (1960),[22]
- O Mercador de Prata, de Ouro e Esmeralda
- Imagens do México, (1929),[23]
- Epigrama
- Uma noite em Los Andes
- Sabedoria
- Brasil